# Étienne Chouard
Étienne Chouard (París, 21 de diciembre de 1956) es un profesor de economía y derecho en una escuela secundaria, y un bloguero francés que alcanzó cierta notoriedad en 2005 durante la campaña del referéndum francés por el Tratado por el que se establece una Constitución para Europa, abogando a favor del "no".
Desde entonces, Étienne Chouard se define como un "buscador de la causa principal de las injusticias sociales", ha estado trabajando en diferentes modelos del sistema político (democrático, republicano). Es partidario del sistema de elección por sorteo, y sostiene que una Asamblea Constituyente debe basarse en este método, y aboga por una renta básica universal e incondicional como un medio para fortalecer la democracia participativa y revocar los poderes de negociación a favor del pueblo. Así mismo es partidario de la existencia de reformas monetarias.

## Trayectoria
En 1980 obtiene una maestría en Derecho en Nanterre. Etienne Chouard es profesor de economía, gestión, y derecho tributario, y también es profesor de informática en el instituto Marcel-Pagnol en Marsella.
El 25 de marzo de 2005 publicó en su página web un análisis crítico sobre el Tratado Constitucional Europeo, presentándose como un ciudadano sin partido, sin etiqueta, y sin ambiciones políticas personales. Según Thierry Crouzet, un experiodista en informática y autor de libros de divulgación informática, indicó que este artículo llegó en un momento en que, en las encuestas el favoritismo era el “no”, lo cual reflejaba un creciente malestar de los franceses de cara a las declaraciones de los hombres políticos y de la directiva Bolkestein que era figura de los espantapájaros.
Rápidamente cientos de reacciones le llegaron a él por correo electrónico, y las visitas a su página web así lo confirmaban. Reconociendo así la importancia de este nuevo campo de la ciudadanía, algunos usuarios comentaban en sus páginas, como por ejemplo el propio Dominique Strauss-Kahn.
Marie-France Garaud pidió que leyera su libro sobre el Tratado Constitucional.
La creciente popularidad de los escritos de Étienne Chouard fue suficiente para una parte de la prensa nacional, interesada a su vez en su sitio web.
Difundido por sitios como rezo.net o Attac, el argumento de Étienne Chouard ha sido fugitivo, a veces criticado en Internet, se distribuyó más y más a los foros, y mucha gente se dirigió por el correo electrónico a todos sus contactos en la forma de una cadena de mensajes.
El 22 de abril de 2005, Dominique Strauss-Kahn intenta destruir el argumento de Chouard. A continuación, un profesor de ciencias políticas en la Sorbona, François Bastien, coautor con Arnaud Montebourg del libro “La Constitución de la República Sexto: La conciliación con la democracia francesa”, lleva a cabo un análisis crítico publicado en su blog. Algunos “errores” fueron identificados y tomados en cuenta por Étienne Chouard, y se modificó el texto original.
Los comentaristas tomaron este argumento culminante a la confrontación legal y política sin precedentes, destacando la complejidad de la propuesta de tratado de la UE, de fácil acceso para el ciudadano de a pie, caso contrario puede leerse como sostienen los críticos.
El 12 de mayo de 2005, Étienne responde a la crítica desarrollada por los partidarios del "sí", y especialistas en derecho público y economía política que se unieron con él.
El diario francés Le Monde retrató el “no” con el dibujó de Don Quijote, y el sitio se convirtió en uno de los más activos en Francia, con más de 30.000 visitas por día.
Con el fracaso del referéndum, se consagró como uno de los blogueros más influyentes de Francia en 2006: "Don Quijote" del "no" [...], se convirtió en una estrella de la campaña del referéndum".
En un análisis a posteriori, sugieren, sin embargo, que su influencia directa había sido sobrestimada (consultar “Análisis crítico y significado sociológico").
El "Herald" simboliza al blog, sin embargo, más allá del debate sobre el Tratado Constitucional en el 2004, el descubrimiento de una conciencia cívica en Internet : "Lo importante no es que los ciudadanos votan la Constitución, sino que escriben, de lo contrario son todavía hombres que serán las reglas", dijo con mucha fuerza la idea de " soberanía popular dio paso a la soberanía de los funcionarios electos. "
En el 2007, Étienne Chouard apoya al movimiento antiglobalización en la primera vuelta de las elecciones presidenciales y firma la petición de apoyo a la candidatura de José Bové a la presidencia de la República.
Él va por sus acciones e intentos de desarrollar una “Constitución Ciudadana original". Creó un Wiki para fomentar el trabajo participativo.
Regresa en 2007, marcando su oposición al Tratado de Lisboa. También se aproxima a Thierry Meyssan, que él define como «resistente (...), un tipo agradable, tranquilo y cultivado, riguroso en su análisis». En enero de 2010 en Marsella, fue anfitrión de la velada dedicada al 11 de septiembre y el "bloqueo del debate sobre este tema en Francia, y la satanización de quienes ponen en duda la versión del gobierno de Bush II».
También está interesado en el examen de un sistema que combina las elecciones por sorteo de los representantes del pueblo y no renovables, revocable en cualquier momento con el fin de evitar la oligarquía política. Siempre en el marco de sus posiciones en la economía política o la ley institucional que cita como ejemplo en este tema a Venezuela y su nueva Constitución presentada por el presidente Hugo Chávez: «Hugo Chávez es un laboratorio interesante de democracia». No es un elogio al presidente Hugo Chávez contra el que ha mantenido una postura cautelosa, pero con un ejemplo de constitución ahora vamos en la dirección correcta. De acuerdo con él, y pase lo que pase, no hay que conservar el poder. «El poder corrompe y hasta las personas comienzan bien, si conservan el poder durante demasiado tiempo, van a cambiar».
El 22 de octubre de 2011, en Metz, dio una conferencia en la que habló sobre los siguientes temas: ¿Qué es una constitución? La Unión Europea, el desempleo masivo y la docilidad, la dictadura de los mercados financieros, el hundimiento monetario público, las leyes tributarias sin parlamento, los retos de la creación de dinero, cómo financiar nuestras actividades. «¿Qué hacer? La solución universal, una verdadera democracia basada necesariamente en -y protegida- el sorteo». Para concluir con su intervención , sugiere «que estas palabras no sean en vano, para transformarnos en un "virus agradable“, difundir estas buenas ideas y de la democracia fuerte».
El 3 de diciembre de 2011, tomó parte de la conferencia de "El Estado y los bancos, los entresijos de un atraco histórico" con Myret Zaki.

## Cronología
La difusión del texto lo hizo tan popular en Internet (publicación del autor, reediciones, distribución por correo) hasta el punto de que otros medios evocaron el fenómeno:
- Chouard publicó su ensayo "Una constitución mala revela un cáncer secreto de nuestra democracia"[22] el 25 de marzo de 2005, en su página web.
- El 30 de marzo de 2005: "Bellaciao.org" republicó su texto;[23]
- El 4 de abril: "rezo.net" identifió y difundió su artículo;[24]
- El texto se propagó rápidamente a través de los foros, el correo electrónico y blogs. Daniel Schneidermann, presentador del programa "Arrêt sur images" en France 5, invita a Etienne Chouard en un estudio de televisión, por ejemplo se da por enterado del fenómeno del 4 de abril en los comentarios de su blog y difusas entradas del "Big Bang",[25] y difundió un billete "Donde nuestro explorador se dio cuenta de que Etienne Chouard en Internet empujó hacia el "no" " al día siguiente, el 5 de abril de 2005,[26] y otro el 11 de abril;[27]
- El 9 de abril: "Y si Etienne Chouard la victoria fue del "no" ", titular en periódico francés "L'Humanité";[28]
- El 22 de abril: Dominique Strauss-Kahn responde directamente a los argumentos de Etienne Chouard con su artículo "Tratado Constitucional : Respuesta a Etienne Chouard";[29]
- El 30 de abril: "En Internet, el campeón del "no" es Etienne Chouard", titular en el periódico francés "Libération";[30]
- El 1 de mayo: "Constitución: Expertos de abajo", France 5, "Arrêt sur Image" ;
- El 12 de mayo: "Etienne Chouard , el Don Quijote del "no" " titular en el periódico francés "Le Monde".[1]

## Publicaciones
- 2004: Prendre de bonnes habitudes avec Excel, Corroy, coll. « Outils et méthodes bureautiques », Rians, 117 p.
- 2004: Créer une application avec Access, Corroy, coll. « Outils et méthodes bureautiques », Rians, 117 p.
- 2008: préface de La dette publique, une affaire rentable : À qui profite le système, André-Jacques Holbecq et Philippe Derudder, avec la collababoration du collectif Groupe de recherches économiques pour un système sociétal (GRESSO), Editions Yves Michel, coll. « Économie », Gap, 157 p.
- 2017: Nous ne sommes pas en démocratie!, La relève et la peste.
- 2019: Notre cause commune: instituer nous-même la puissance politique qui nous manque, éditions Max Milo.